# Capasa rufescens
Capasa rufescens là một loài bướm đêm trong họ Geometridae.